# Port Townsend
Port Townsend ist eine City im Jefferson County im US-Bundesstaat Washington. Sie ist zugleich County Seat und befindet sich im äußersten Nordosten der Halbinsel Olympic Peninsula. Sie erstreckt sich auf einer Fläche von 24,5 km² und hatte im Jahr 2020 laut US Census 10.148 Einwohner und 5.692 Haushalte.

## Geschichte
Der britische Seefahrer George Vancouver nannte den Ort 1792 zunächst Port Townshend (nach seinem Freund George Townshend, PC). Im heutigen Jefferson County lebten um 1850 die Chimakum, Hoh, Klallam, Quinault und Twana.
Die erste Besiedlung durch Nichtindianer fand am 24. April 1851 statt. Schon bald darauf wurde an der östlich gelegenen Küste ein Seehafen erbaut, der noch heute besteht. Er zählt zu den letzten drei erhaltenen Häfen des Landes aus viktorianischer Zeit und ist zum Teil ein National Historic Landmark. Am Point Hudson steht ein Leuchtturm.
Zum Schutz der Siedler während des Puget-Sound-Kriegs errichtete die US-Armee 1856 rund vier Kilometer südlich Fort Townsend. Schon 1859 wurde die Garnison wieder abgezogen, der Posten blieb jedoch erhalten und wurde 1874 auf Druck der Stadtverwaltung wieder aktiviert. Nach einem Brand wurde das Fort 1895 aufgegeben. Heute ist das Gelände der Fort Townsend State Park.
Dem als „Duke of York“ bekannten Klallam-Häuptling Chetzemoka (ca. 1810 bis 1888) und seiner Frau, die als „Queen Victoria“ bezeichnet wurde, verdankten die frühen Siedler den Frieden mit den umwohnenden Indianern, als der Puget-Sound-Krieg und weitere Kriege zwischen Indianern und der Armee der USA stattfanden.
Der Ort wurde auch als „City of Dreams“ (Stadt der Träume) bezeichnet, weil es in der spekulativen Boomphase zwischen 1870 und dem Ende des Jahrhunderts Hoffnungen weckte, hier könnte der größte Pazifikhafen der USA entstehen. Doch mit der Wirtschaftskrise ab 1893, dem Börsenkrach von 1893, brach der Boom mangels Kapital zusammen. Bis heute ist Port Townsend daher stark von dieser Bauphase geprägt.
Ab 1897 wurde nördlich der Stadt das Fort Worden erbaut, eine Küstenbefestigung, die zusammen mit Fort Flagler und Fort Casey die Einfahrt in den Puget Sound für gegnerische Schiffe sperren sollte. Fort Worden diente bis 1953 als militärische Einrichtung, seit 1973 ist das Gelände als Fort Worden State Park öffentlich zugänglich.
Der ökonomische Niedergang bewirkte eine starke Abwanderung, so dass in den 1920er Jahren viele Häuser leer standen. Erst in den 1970er Jahren wuchs die Stadt wieder, weil sich hier viele Rentner niederließen und der Tourismus neue Geschäftsmöglichkeiten bot. Im Mai 1976 wurden Teile des Ortes als Historic District in das National Register of Historic Places aufgenommen. Seit Mai des folgenden Jahres hat dieser Schutzbezirk den Status eines National Historic Landmarks.

## Partnerstadt
- Ichikawa (Präfektur Hyōgo) in Japan (seit 2002)

## Söhne und Töchter der Stadt
- Jacob Jebsen (1870–1941), deutsch-dänischer Reeder
- Clyde Swendsen (1895–1979), Wasserspringer und Wasserballspieler
- Ernest F. Easterbrook (1908–1989), Generalmajor der United States Army
- Vince Wallace (1939–2012), Jazzmusiker
- Wayne Bastrup (* 1976), Schauspieler
- Steve Grandinetti, Musiker[5]

## Bilder

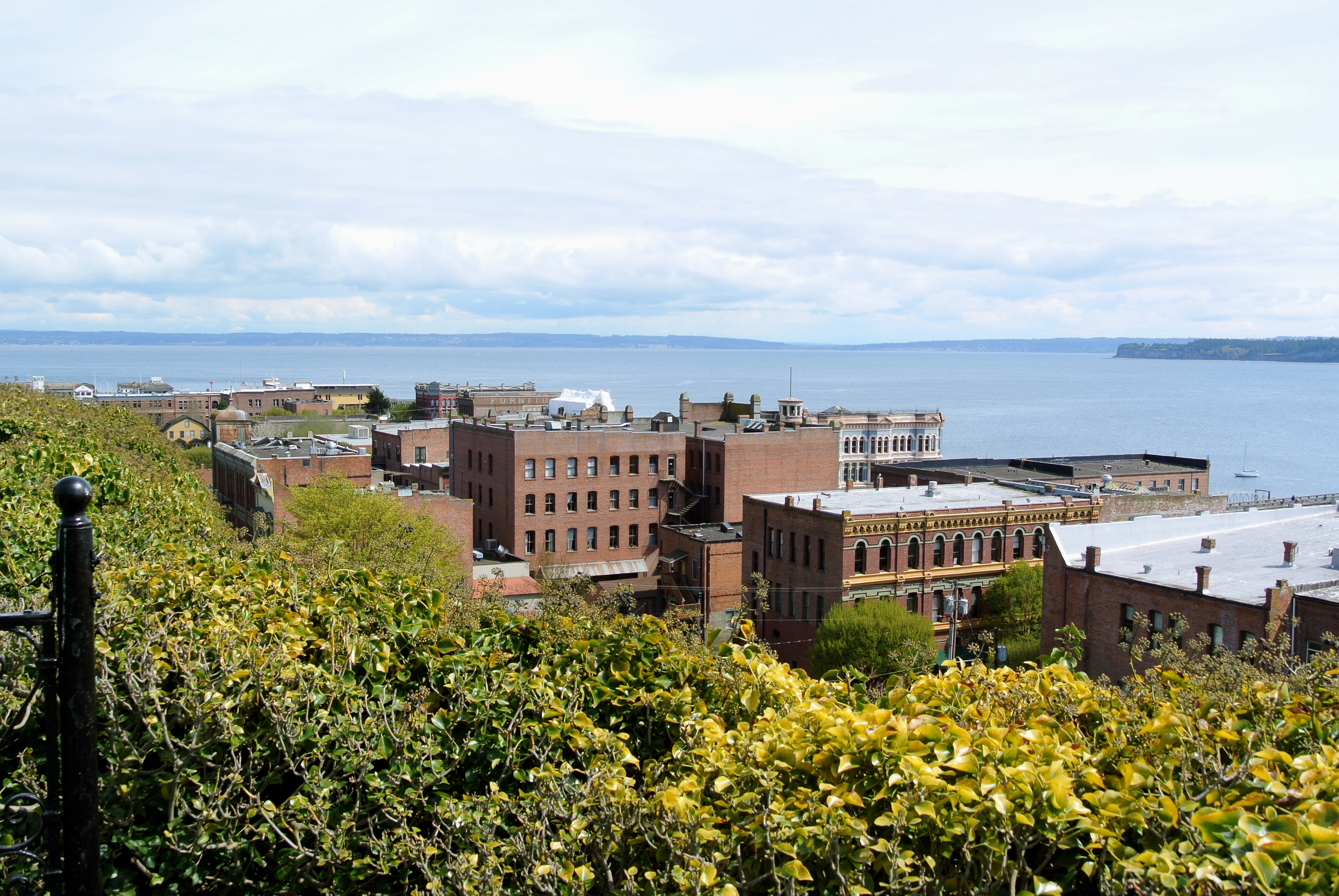
Zentrum und Admiralty Inlet
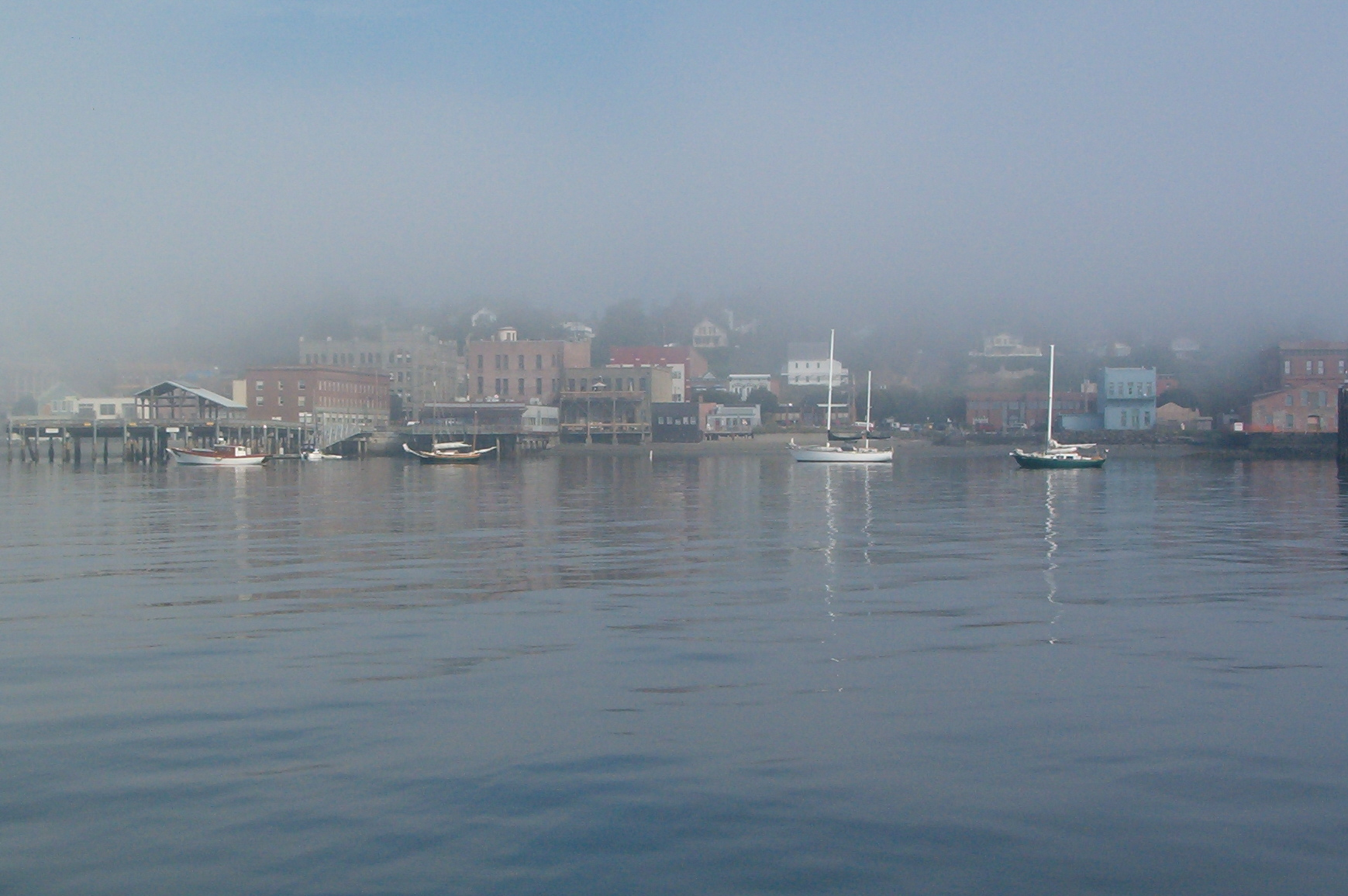
Hafen am Puget Sound
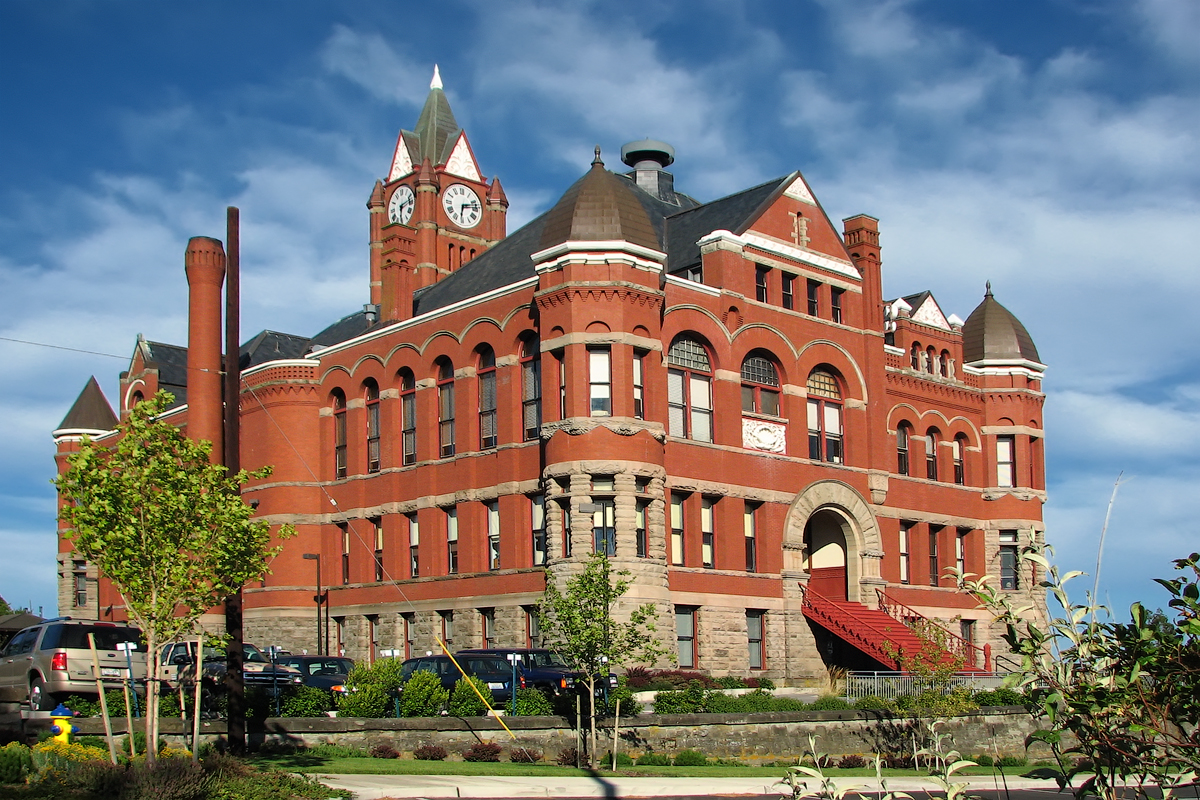
Gerichtsgebäude des Jefferson Countys
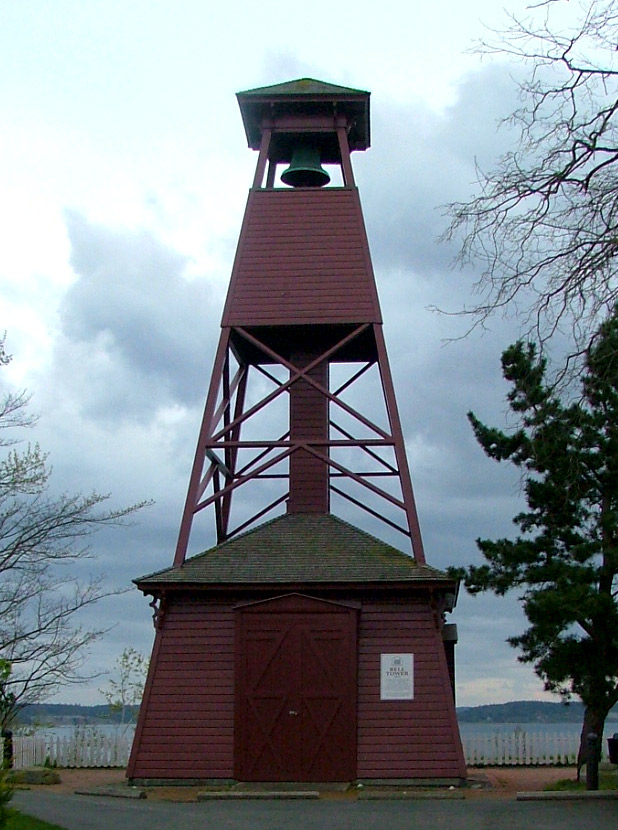
Bell Tower
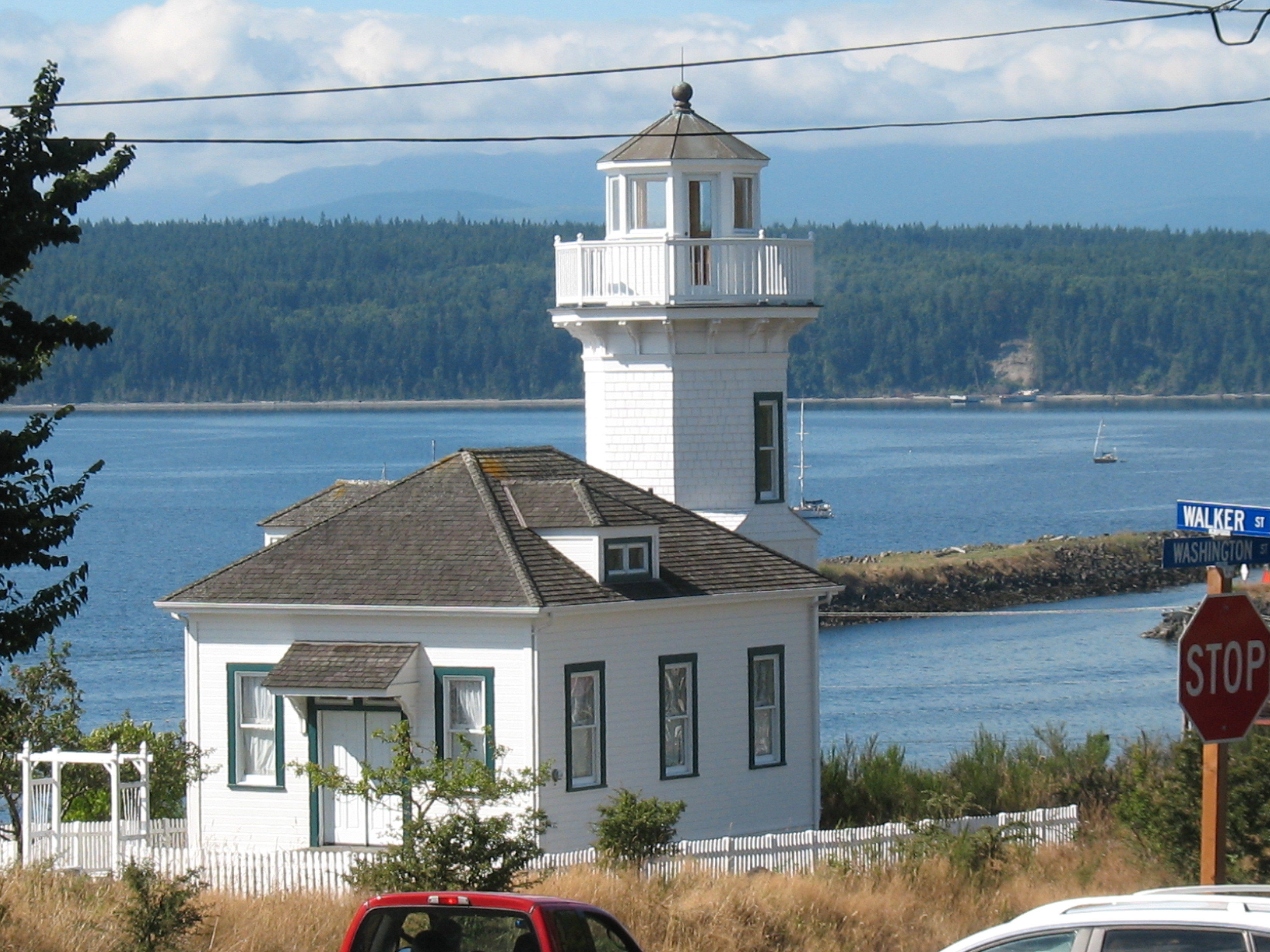
Leuchtturm bei Port Townsend
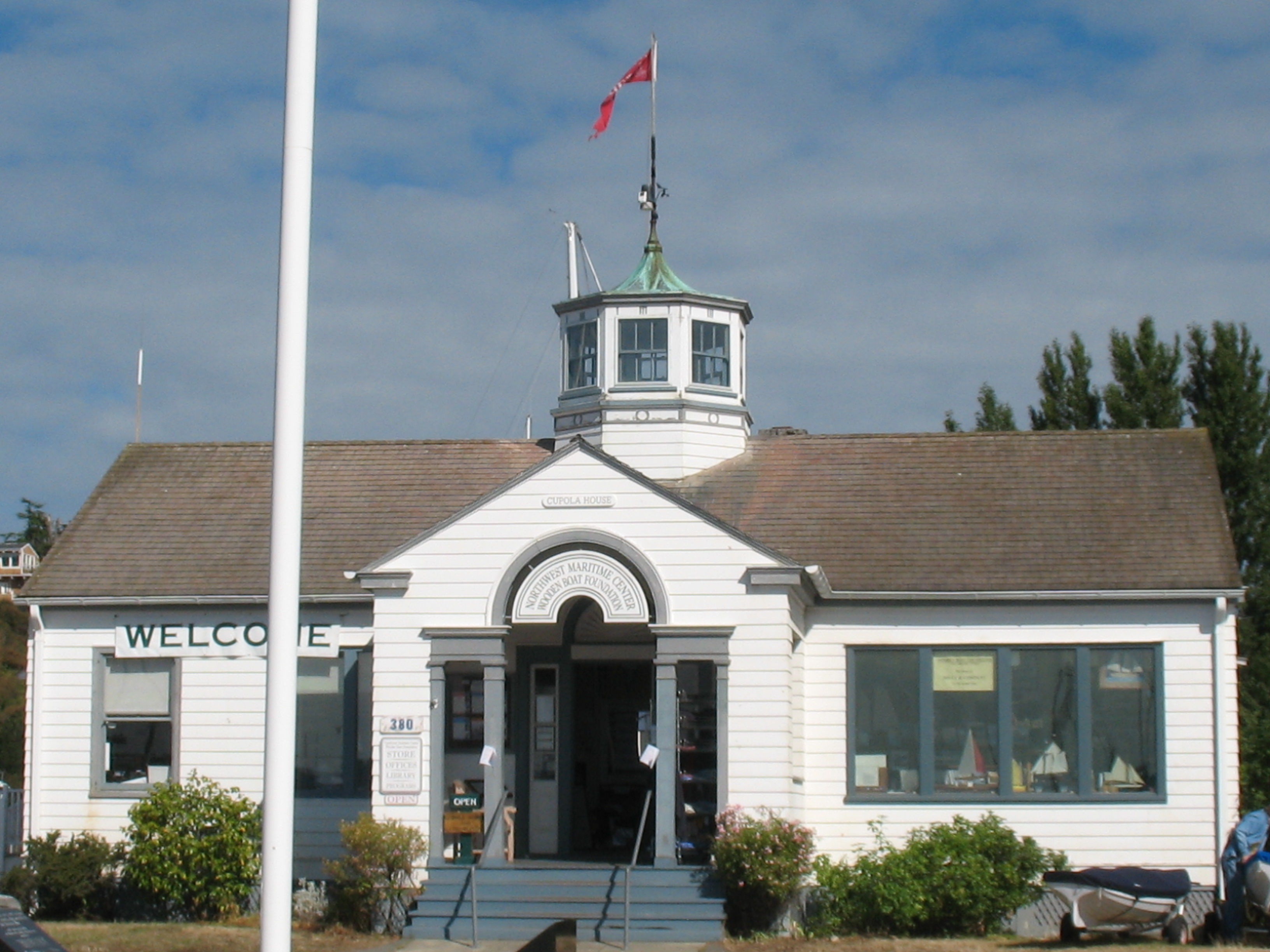
Bibliothek am Hafen